# Cremys
Cremys är ett släkte av skalbaggar. Cremys ingår i familjen långhorningar.
Kladogram enligt Catalogue of Life:
| Cremys | \| \| Cremys cleroides \| \| \| \| \| \| Cremys diophthalmus \| \| \| \| |
|        | \| \| Cremys cleroides \| \| \| \| \| \| Cremys diophthalmus \| \| \| \| |
|        | Cremys cleroides                                                         |
|        |                                                                          |
|        | Cremys diophthalmus                                                      |
|        |                                                                          |